# Cantón de Compiègne-Norte
El cantón de Compiègne-Norte era una división administrativa francesa, que estaba situada en el departamento de Oise y la región de Picardía.

## Composición
El cantón estaba formado por cinco comunas, más una fracción de la comuna que le daba su nombre:
- Bienville
- Choisy-au-Bac
- Clairoix
- Compiègne (fracción)
- Janville
- Margny-lès-Compiègne

## Supresión del cantón de Compiègne-Norte
En aplicación del Decreto n.º 2014-196 de 20 de febrero de 2014, el cantón de Compiègne-Norte fue suprimido el 22 de marzo de 2015 y sus 6 comunas pasaron a formar parte; cinco del nuevo cantón de Compiègne-1 y la fracción de la comuna que le daba su nombre se unió con las demás fracciones para que, por medio de una reestructuración cantonal, fueran creados los nuevos cantones de Compiègne-1 y Compiègne-2.